# San Miguel (Putumayo)
San Miguel est une municipalité située dans le département de Putumayo en Colombie.